# Rec Monar
|  | No s'ha de confondre amb Séquia Monar. |

El rec Monar és un rec de Girona inclòs a l'Inventari del Patrimoni Arquitectònic de Catalunya.

## Descripció
La séquia Monar, al seu pas per la ciutat de Girona (no confondre amb la Séquia Monar a Sabadell), és de secció trapezoidal, amb una amplada mitjana de 4,60 m i va revestida. El rec agafa les aigües del Ter al municipi de Bescanó, a partir d'un embassament de 25 metres de llarg l'aigua passa per unes comportes a un túnel excavat a la roca. El seu recorregut total és de 6,13 km i passa pels termes de Bescanó, Salt i Girona. L'últim tram vist es troba a prop del riu Güell, i llavors queda cobert (fins a la urbanització del sector Devesa era visible fins a la via del tren) fins a desguassar a l'Onyar. L'objectiu inicial del rec va ser el regadiu, però actualment també subministra aigua i energia elèctrica.
La séquia Monar comença a la resclosa de la Pilastra, coneguda com de Cal Gegant, que pertany al terme municipal de Bescanó. Fa un recorregut total de 6 quilòmetres passant pel nord del nucli urbà de Salt i de Santa Eugènia (Girona), finalment desemboca al riu Onyar, a prop del Pont de Pedra de la ciutat de Girona.

## Història

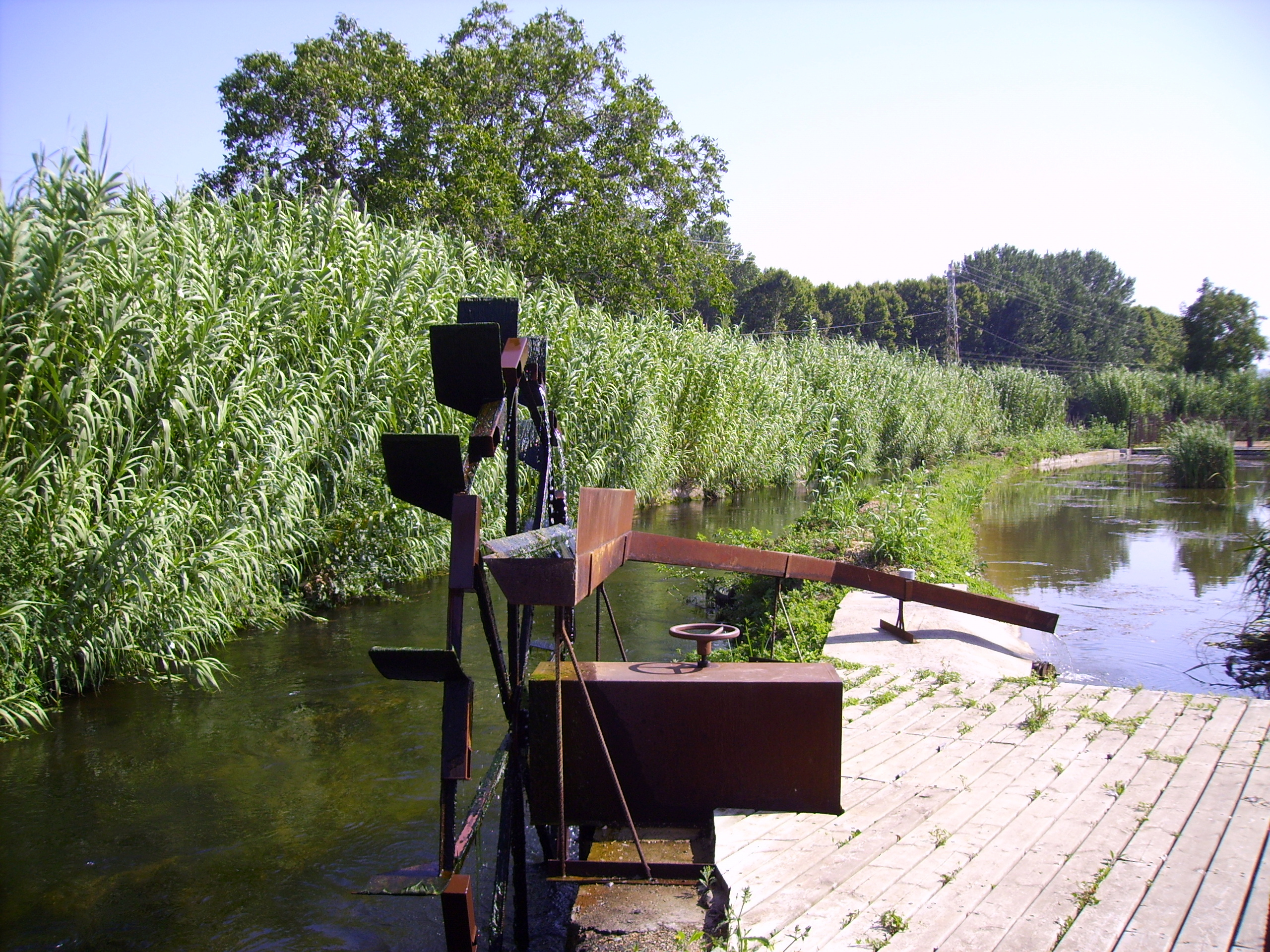
Sínia en el rec Monar al seu pas per Salt

En document del segle x (any 998) es parla d'una séquia que des de Montfullà arriba a Girona. En documents del segle xi, apareix amb el nom de "Regum Commitale". L'any 1358 va ser subhasta pel rei Pere III de Catalunya i Aragó (o Pere IV d'Aragó) i adjudicada a Berenguer Riera. L'any 1620, l'Ajuntament de Girona, va comprar el rec a la família de Cruïlles. Des de l'any 1182 hi ha referències a l'existència de molins fariners, papers i forges. A principis del segle xx, l'any 1919, es va reconstruir la presa d'inici, destruïda per una riada. L'any 1970 es va construir el sifó de pas, de formigó, sota el riu Güell.